# Viktor Andreevich Skumin
Viktor Andreevich Skumin (tiếng Nga: Ви́ктор Андре́евич Ску́мин , IPA: [ˈvʲiktər ɐnˈdrʲejɪvʲɪtɕ ˈskumʲɪn] sinh ngày 30 tháng 8 năm 1948) là một nhà khoa học, nhà tâm thần học, nhà triết học và nhà văn người Nga và Liên Xô.
Năm 1978, ông mô tả một căn bệnh mới, hội chứng Skumin. Ông đã giới thiệu một phương pháp tâm lý trị liệu và cải thiện bản thân  quan để phục hồi tâm lý cho bệnh nhân phẫu thuật tim (1979).
Từ năm 1980 đến 1990, ông là giáo sư tâm lý trị liệu tại Học viện Giáo dục Sau đại học Y khoa Kharkov. Kết quả chính trong hoạt động khoa học của ông là phát hiện ra "hội chứng bóng ma thần kinh của bệnh soma" và "khái niệm về thành phần tinh thần của bệnh soma mãn tính".
Từ năm 1990 đến năm 1994, Skumin giữ các vị trí chủ nhiệm là giáo sư tâm lý học và sư phạm , giáo dục thể chất và Sức khỏe đời sống tại Học viện Văn hóa Bang Kharkov .
Năm 1994, ông được bầu vào chức vụ Chủ tịch sáng lập Tổ chức Văn hóa Y tế Thế giới (Moskva). Năm 1995, Skumin trở thành tổng biên tập đầu tiên của tạp chí "To Health via Culture". Ông được biết đến với việc phát minh ra một thuật ngữ phổ biến "Văn hóa Y tế" (1968).
Viktor  Skumin là tác giả của loạt sách và bài viết minh họa về Yoga, Vũ trụ luận, New Age (Thời đại Mới). Ông đã viết sách tiểu thuyết và lời cho một số bài hát.

## Tiểu sử
Viktor Andreevich Skumin  sinh ra ở  Penza Oblast Cộng hòa Xã hội chủ nghĩa Xô viết Liên bang Nga,  vào ngày 30 tháng 8 năm 1948. Sau khi sinh Viktor, gia đình chuyển đến thành phố Kazan, nơi cha anh được bổ nhiệm giữ chức vụ Chủ tịch Tòa án Quân sự Nội chính của Quân khu Volga.
Skumin học y khoa tại Đại học Y khoa Quốc gia Kharkov. Ông tốt nghiệp Đại học năm 1973 với bằng loại xuất sắc. Năm 1968, khi vẫn còn là một sinh viên y khoa, ông đã đề xuất thuật ngữ Văn hóa Y tế, thuật ngữ này đã trở nên phổ biến. Nhiệm vụ chính của Văn hóa Y tế là thực hiện các chương trình sức khỏe sáng tạo hỗ trợ một cách tiếp cận toàn diện đối với sức khỏe thể chất, tinh thần và tinh thần.
Sau khi tốt nghiệp Đại học Y khoa Quốc gia Kharkov năm 1973, ông trở thành nhà trị liệu tâm lý tại Viện Phẫu thuật Tim mạch Kiev. 
Năm 1978, ông mô tả một căn bệnh mới, hội chứng Skumin. Ông đã giới thiệu một phương pháp trị liệu tâm lý và cải thiện bản thân dựa trên sự tự tin lạc quan để phục hồi tâm lý cho bệnh nhân phẫu thuật tim (1979).
Từ năm 1980 đến 1990, ông là giáo sư tâm lý trị liệu tại Học viện Giáo dục Sau đại học Y khoa Kharkov. Kết quả chính của hoạt động khoa học của ông là phát hiện ra "hội chứng bóng ma thần kinh của bệnh soma" và "khái niệm về yếu tố cấu tạo tâm thần của bệnh soma mãn tính".
Từ năm 1990 đến năm 1994, Skumin giữ các vị trí chủ nhiệm là giáo sư tâm lý học và sư phạm, giáo dục thể chất và Sức khỏe đời sống tại Học viện Văn hóa Bang Kharkov.
Năm 1994, ông được bầu giữ chức vụ Chủ tịch sáng lập Tổ chức Văn hóa Y tế Thế giới (Moskva). Năm 1995, Skumin trở thành tổng biên tập đầu tiên của tạp chí To Health via Culture. Ông được biết đến với việc phát minh ra một thuật ngữ phổ biến "Văn hóa Y tế" (1968).
Ngoài tâm thần học và tâm lý học, Skumin còn viết về lối sống lành mạnh, yoga và triết học. Ông là đồng tác giả của loạt sách và bài báo minh họa về Yoga, Vũ trụ luận, thuyết xuyên nhân loại và Thời đại mới. Ông đã viết sách tiểu thuyết và lời cho một số bài hát.
Viktor Skumin đã kết hôn. Ông có hai con trai — Andrew và Maxim, cũng như cháu gái Alice Skumina và cháu trai Alexey Skumin.

## Những tác phẩm chọn lọc
Skumin viết về lối sống lành mạnh, yoga, triết học và New Age. Ông đã viết sách tiểu thuyết và lời cho một số hát.

### Sách
- Thư viện Nhà nước Nga
- Культура Здоровья — фундаментальная наука о человеке / A culture of health as a fundamental human science
- Культура Здоровья: Избранные лекции / Culture of health: The selected lectures
- Учение Жизни: Хрестоматия. Т.1 / The Teaching of Life: Reader. Vol. 1
- Учение Жизни: Хрестоматия. Т.2 / The Teaching of Life: Reader. Vol. 2
- Йога — путь самопознания / Yoga: the path of self-discovery
- Йога: путь самосовершенствования / Yoga: the path of self-improvement
- Агни Йога. Солнечный Путь / Agni Yoga. Sunny Path

### Tạp chí khoa học
- HOLLIS Harvard
- Непсихотические нарушения психики у больных с приобретёнными пороками сердца до и после операции / Nonpsychotic mental disorders in patients with acquired heart defects before and after surgery
- Психологические аспекты лечебного питания детей и подростков, страдающих болезнями пищеварительной системы / Psychological aspects of diet therapy of children and adolescents suffering from digestive system diseases
- Культура здоров'я — наука майбутнього / Culture of Health is the science of future
- Yoga, visuomenė ir kultūra / Yoga, society and culture